# 锦州站

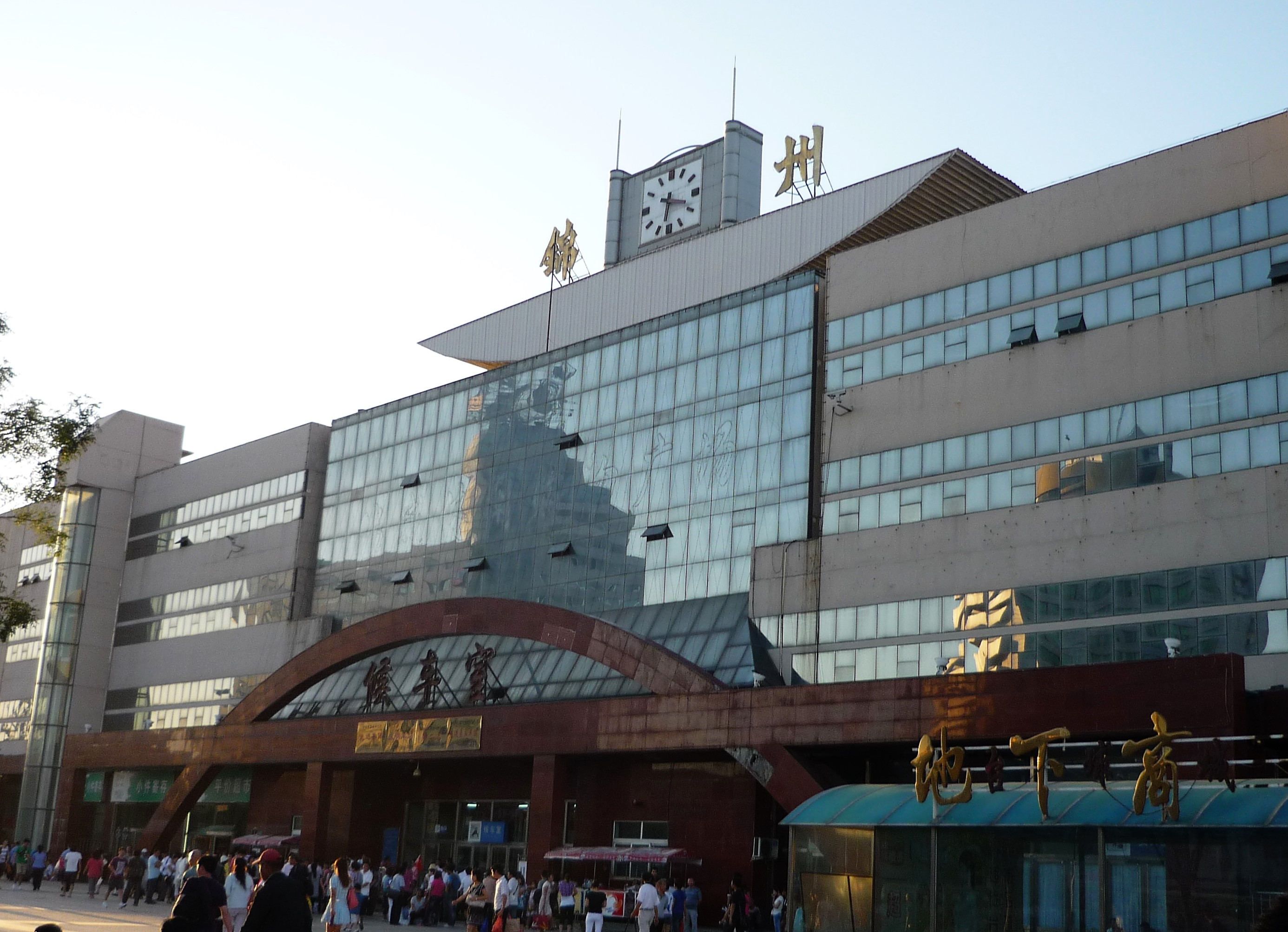
锦州站站房（2010年8月）

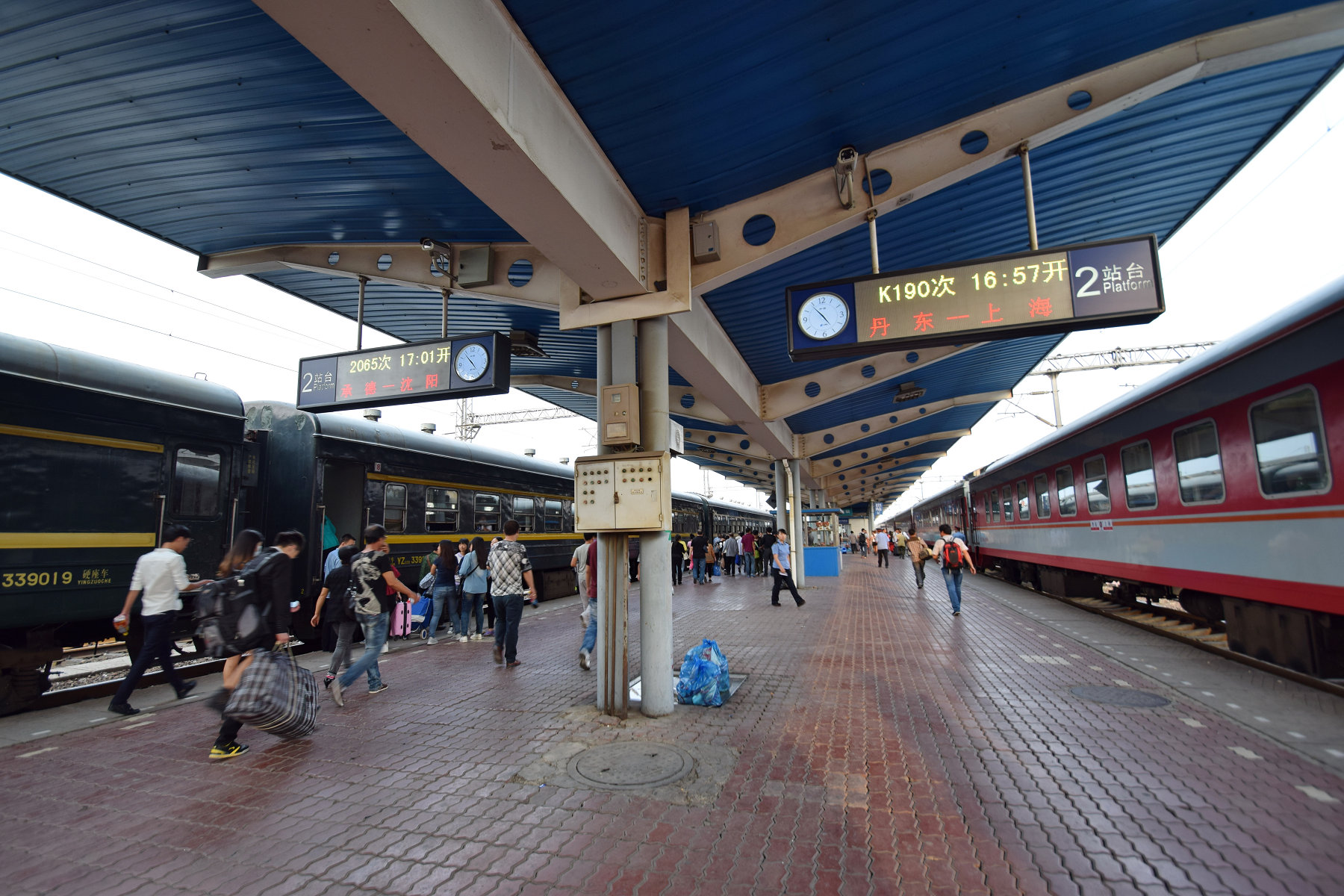
锦州站站台（2014年）

锦州站位于中华人民共和国辽宁省锦州市古塔区古城街道（部分站场位于凌河区），是沈山铁路、锦承铁路上的火车站。车站为中国铁路沈阳局集团管辖的直属区段站，办理客运业务；货运办理整车、零担、集装箱到发，为辽西地区最大的货运站，设有30多条专用线接轨；编组场办理锦承铁路、新义铁路方向车流中转作业:329。锦州的铁路交通是关外重要中转车站站台，拥有“四省通锦”之说，是东北继沈阳北、长春、哈尔滨外的第4大关外交通枢纽车站。
车站随关内外铁路始建于1893年，1899年在西关桃园设锦县站，1900年移至现锦华路口，1933年搬迁至现址:136。1956年建设第三站台并扩建编组场，将锦承铁路引入上行编组场。1982年再次扩建客运站房:329。1999年车站重建站房，2011年站房外立面及内部进行改造，同时将原沈阳客运段锦州八队的办公楼改造为第二候车室。2014年年底起车站站台改为高站台，2015年4月完工。

## 车站结构
锦州站目前使用的站房建于1999年，2011年翻新。站房东西长257米，南北宽32米，总面积3000余平方米，内设有售票厅、两座候车厅、贵宾室和行李房。

### 站场
锦州站客场和下行场并列布置，机务段、车辆段均在下行编组场东侧。沈山下行正线出客场后在机务段、车辆段北侧通过。上行编组场位于下行场东、机务段以南，锦承上行线用迂回线以立交桥跨过沈山上行正线进入上行场。锦州编组站的上行、下行编组场各有独立的调车系统，每座编组场各设7条到发线和10条编组线:329,371。
组合列车车场位于站东侧沈山下行238公里700米至241公里100米处，设两股道：其中1股供组合列车到发，另1组供组合列车甩挂检修车，于1986年3月竣工使用:329。
| 北↑  | 下行场 | 到发线、调车线                          |  |
| 13道 | 6      | 到发线                                  |  |
|      | 岛式   |                                         |  |
| Ⅺ道  | 5      | （桃园站）沈山铁路 下行正线（双羊店站） |  |
| 9道  | 4      | 到发线                                  |  |
|      | 岛式   |                                         |  |
| 7道  | 3      | 到发线                                  |  |
| Ⅱ道  |        | （桃园站）沈山铁路 上行正线（上行场）   |  |
| 5道  | 2      | 到发线                                  |  |
|      | 岛式   |                                         |  |
| 3道  | 1      | 到发线                                  |  |
| 1道  |        | 到发线                                  |  |
| 南↓  | 南站房 | 售票处、候车室                          |  |

## 車站周邊
- 锦州汽车客运站
- 锦州市民政局
- 锦州医科大学附属第三医院
- 锦州铁路文化宫乒乓球网球活动中心
- 吉庆小学
- 锦州市中心医院
- 锦州辽西中药材技术研究所